# Список объектов всемирного наследия ЮНЕСКО на Мальдивах
В списке всемирного наследия ЮНЕСКО на Мальдивах не значится ни одного наименования (на 2012 год). По состоянию на 2012 год, одна группа объектов на территории Мальдив входит в число кандидатов на включение в список всемирного наследия. Мальдивы ратифицировали Конвенцию об охране всемирного культурного и природного наследия 22 мая 1986 года.

## Кандидаты
В таблице объекты расположены в порядке их добавления в список.
| # | Изображение | Название | Местоположение | Время создания | Год внесения в список | №    | Критерии          |
| - | ----------- | --- | -------------- | -------------- | --------------------- | ---- | ----------------- |
| 1 |             | Мечети из кораллового камня на Мальдивах (изначально Пятничная мечеть в Мале вместе с кладбищем и минаретом) англ. Coral Stone Mosques of Maldives а) Пятничная мечеть на Ихаванду б) Пятничная мечеть на Миду в) Пятничная мечеть в Мале г) Большая мечеть в Мале д) Пятничная мечеть на Фенфуши е) Старая мечеть на Исду | Город: Мале    | 1658 год       | 2008, расширен в 2013 | 5812 | (ii)(iii)(iv)(vi) |